# První vláda Giuseppa Conteho
První vláda Giuseppa Conteho byla vláda italské republiky jmenována 31. května 2018 jako šedesátý pátý kabinet v historii země. Vládu tvořila koalice stran Hnutí pěti hvězd a Ligy Severu.
Conteho vláda získala důvěru Senátu republiky 5. května poté, co 171 senátorů hlasovalo pro a 117 proti, přičemž potřebná většina byla 145 hlasů. Svou činnost ukončila 5. září 2019 a nahradil ji druhý kabinet vedený Contem.

## Vládní strany
| Strana | Strana           | Ideologie            | Lídr           |
| ------ | ---------------- | -------------------- | -------------- |
|        | Hnutí pěti hvězd | Populismus           | Luigi Di Maio  |
|        | Liga severu      | Pravicový populismus | Matteo Salvini |

#### Strany zastoupené na podministerských postech
| Strana | Strana                            | Ideologie               | Lídr          |
| ------ | --------------------------------- | ----------------------- | ------------- |
|        | Asociační hnutí Italů v zahraničí | Zájmy Italů v zahraničí | Ricardo Merlo |

Hnutí drželo jednoho tajemníka na ministerstvu zahraničí.

## Poměr sil ve vládě

### Počet ministrů

#### červen 2018 - červenec 2019
| - M5S       | 8 |
| - Liga      | 5 |
| - nezávislí | 6 |

#### červenec - září 2019
| - M5S       | 8 |
| - Liga      | 6 |
| - nezávislí | 5 |

## Seznam členů vlády
| Úřad                                                                       | člen vlády            | Strana    | nástup do úřadu   | odchod z úřadu    | Poznámka     |
| -------------------------------------------------------------------------- | --------------------- | --------- | ----------------- | ----------------- | ------------ |
| Předseda vlády                                                             | Giuseppe Conte        | nezávislý | 1. června 2018    | 5. září 2019      |              |
| Místopředseda vlády Ministr hospodářského rozvoje, práce a sociálních věcí | Luigi Di Maio         | M5S       | 1. června 2018    | 5. září 2019      |              |
| Místopředseda vlády Ministr vnitra                                         | Matteo Salvini        | Liga      | 1. června 2018    | 5. září 2019      |              |
| Ministr zahraničí                                                          | Enzo Moavero Milanesi | nezávislý | 1. června 2018    | 5. září 2019      |              |
| Ministr spravedlnosti                                                      | Alfonso Bonafede      | M5S       | 1. června 2018    | 5. září 2019      |              |
| Ministryně obrany                                                          | Elisabetta Trenta     | M5S       | 1. června 2018    | 5. září 2019      |              |
| Ministr financí a hospodářství                                             | Giovanni Tria         | nezávislý | 1. června 2018    | 5. září 2019      |              |
| Ministr zemědělství a turismu                                              | Gian Marco Centinaio  | Liga      | 1. června 2018    | 5. září 2019      |              |
| Ministr životního prostředí                                                | Sergio Costa          | nezávislý | 1. června 2018    | 5. září 2019      |              |
| Ministryně infrastruktury a dopravy                                        | Danilo Toninelli      | M5S       | 1. června 2018    | 5. září 2019      |              |
| Ministr školství, univerzit a výzkumu                                      | Marco Bussetti        | nezávislý | 1. června 2018    | 5. září 2019      |              |
| Ministr kulturního dědictví a aktivit                                      | Alberto Bonisoli      | M5S       | 1. června 2018    | 5. září 2019      |              |
| Ministryně zdravotnictví                                                   | Giulia Grillo         | M5S       | 1. června 2018    | 5. září 2019      |              |
| Ministr pro parlamentní vztahy                                             | Riccardo Fraccaro     | M5S       | 1. června 2018    | 5. září 2019      | bez portfeje |
| Ministryně pro veřejnou správu                                             | Giulia Bongiorno      | Liga      | 1. června 2018    | 5. září 2019      | bez portfeje |
| Ministr pro záležitosti regionů a autonomie                                | Erika Stefani         | Liga      | 1. června 2018    | 5. září 2019      | bez portfeje |
| Ministryně pro jih                                                         | Barbara Lezzi         | M5S       | 1. června 2018    | 5. září 2019      | bez portfeje |
| Ministr(yně) pro rodinu a handicapované                                    | Lorenzo Fontana       | Liga      | 1. června 2018    | 10. července 2019 | bez portfeje |
| Ministr(yně) pro rodinu a handicapované                                    | Alessandra Locatelli  | Liga      | 10. července 2019 | 5. září 2019      | bez portfeje |
| Ministr pro evropské záležitosti                                           | Paolo Savona          | nezávislý | 1. června 2018    | 8. března 2019    | bez portfeje |
| Ministr pro evropské záležitosti                                           | Giuseppe Conte        | nezávislý | 8. března 2019    | 10. července 2019 | pověřený     |
| Ministr pro evropské záležitosti                                           | Lorenzo Fontana       | Liga      | 10. července 2019 | 5. září 2019      | bez portfeje |
| Tajemník rady ministrů                                                     | Giancarlo Giorgetti   | Liga      | 1. června 2018    | 5. září 2019      | bez portfeje |